# Kaapse cobra
De Kaapse cobra (Naja nivea) is een slang uit de familie koraalslangachtigen (Elapidae).

## Naam en indeling
De wetenschappelijke naam van de soort werd voor het eerst voorgesteld door Carl Linnaeus in 1758. Oorspronkelijk werd de wetenschappelijke naam Coluber niveus gebruikt. De Kaapse cobra is een regionaal zeer veel voorkomende slang en de giftigste cobra van Afrika.

## Uiterlijke kenmerken
De cobra bereikt een lichaamslengte van 1,2 tot 1,4 meter met uitschieters tot 2,3 meter waarmee het in vergelijking met andere cobrasoorten een middelgrote soort is. De slang heeft 19 of rijen schubben in de lengte op het midden van het lichaam en 195 tot 227 schubben aan de buikzijde. Onder de staart zijn 50 tot 68 schubben aanwezig.
De slang heeft een slanke lichaamsbouw met een afstekende vlakke kop. De kop is zeer duidelijk te onderscheiden van het lichaam door de aanwezigheid van een insnoering. De lichaamskleur verschilt van regio tot regio. Crèmekleurige tot citroengele exemplaren komen vooral in Botswana en de Zuid-Afrikaanse provincie Transvaal voor maar ook in andere gebieden; in Botswana (Kalahari) komt ook een gele bruingevlekte variant voor; in de Kaapregio komen vooral bruine en zwarte varianten voor. Door zijn variatie is hij bekend in het Afrikaans onder twee namen: "geelslang" en "bruinkapel".
De onbeweeglijke giftanden zijn in vergelijking met andere cobra's relatief kort. De ogen hebben ronde pupillen, typisch voor reptielen die voornamelijk overdag actief zijn.

## Levenswijze
De Kaapse cobra leeft op de bodem, en is minder in bomen te vinden dan andere slangen. Ze zijn overdag en in de avondschemering actief en gaan dan op jacht. De prooi wordt zoals bij de meeste gifslangen gedood door een beet, prooidieren zijn voornamelijk knaagdieren, kleine vogels (vooral wevers, waarvoor hij in kleine bomen klimt), amfibieën en andere slangen en reptielen. Tussen mei en augustus wordt een winterslaap gehouden.
Over de voortplanting is nog weinig bekend. De paring gebeurt in de maanden februari en april. Het wijfje legt in juni en juli tussen de 15 en 20 eieren (60 x 30 mm) in verlaten holen. De eieren komen, naargelang de temperatuur, na 5 tot 7 weken uit.

## Giftigheid
Het gif van de Kaapse cobra geldt als even gevaarlijk als dat van de zwarte mamba. Het is een vooral neurotoxisch gif dat bij prooidieren binnen enkele minuten tot de dood leidt. Voor de mens is het ook extreem gevaarlijk. Zonder behandeling leidt een beet meestal binnen 2 tot 5 uur tot de dood.
De eerste symptomen na een beet zijn spraakstoornis, slikproblemen en hangende oogleden. Naast problemen met de bloeddoorloping, treden er verlammingen op, die ook de ademhalingsspieren aantasten en zo tot dood door verstikking leiden. Bij de beet kunnen zich bloeduitstortingen, zwellingen, bloedblaasjes en afstervend weefsel ontwikkelen. De wond heeft ook na behandeling vaak maanden nodig om te helen.

## Verspreiding en habitat
De Kaapse cobra komt voor op de steppes en savannes van Botswana, Lesotho, Namibië en Zuid-Afrika. De slang houdt zich vooral op bij rivieroevers en in de nabijheid van mensen. Ze zijn dan ook vaak te vinden in huizen. De slang is aangetroffen tot op een hoogte van 2700 meter boven zeeniveau.